# Вічний бунт
«Вічний бунт» — п'єса українського письменника Миколи Куліша, що описується як «один з найважливіших творів» для ідейно-мистецького поступу автора як драматурга[джерело?], написаний 1932 року.
Письменник будує її у формі диспуту романтика зі скептиком, проте цей диспут полягає у тому, що люди 30-их років відповідають людям майбутнього: «От якби драматург майбутнього писав про нас п'єсу, він, вочевидь, сказав би так..» — раз у раз повторюють герої «Вічного бунту», вибудовуючи певні версії суспільного життя тієї доби: індустріалізації, примусової колективізації, розгрому села, запровадження «ударницьких термінів» та інше. П'єса важлива саме порушеною проблемою — «вічного бунту» проти всього протиприродного, консервативного.
Тоді ж таки автор прочитав п'єсу трупі «Березоля», її було схвалено до постановки, проте театр так і не отримав на неї дозволу від реперткому. 1932 року П. Зенкевич та С. Свободіна переклали драму російською мовою (Микола Куліш авторизував цей переклад).
Вперше українською мовою п'єса вийшла у 2-томному виданні «Микола Куліш. Твори в двох томах» (Київ, 1990, «Дніпро») за рукописом, що зберігається в архіві П. Зенкевича (Відділ рукописів Інституту літератури імені Тараса Григоровича Шевченка АН УРСР — Ф. 148 — Од. зб. 47).
Російською мовою п'єса «Вічний бунт» уперше вийшла в альманасі «Современная драматургия» (1938 — № 4. Передмова М. Бажана, публікація та післямова Н. Корнієнко).
Сценічної історії п'єса так і не мала.